# جوزيف إتش لويس
جوزيف إتش لويس (بالإنجليزية: Joseph H. Lewis)‏ هو مخرج أمريكي، ولد في 6 أبريل 1907 في بروكلين في الولايات المتحدة، وتوفي في 30 أغسطس 2000 في سانتا مونيكا في الولايات المتحدة.

## وصلات خارجية
- جوزيف إتش لويس على موقع IMDb (الإنجليزية)
- جوزيف إتش لويس على موقع الموسوعة البريطانية (الإنجليزية)
- جوزيف إتش لويس على موقع ألو سيني (الفرنسية)
- جوزيف إتش لويس على موقع أول موفي (الإنجليزية)
- جوزيف إتش لويس على موقع قاعدة بيانات الأفلام السويدية (السويدية)
- جوزيف إتش لويس على موقع إن إن دي بي (الإنجليزية)
- جوزيف إتش لويس على موقع قاعدة بيانات الفيلم (الإنجليزية)
- جوزيف إتش لويس على موقع كينوبويسك (الروسية)